# Eusandalum pici
Eusandalum pici är en stekelart som beskrevs av Carlos Schrottky 1906. Eusandalum pici ingår i släktet Eusandalum och familjen hoppglanssteklar.
Artens utbredningsområde är Paraguay. Inga underarter finns listade i Catalogue of Life.